# Metabo
 (décembre 2014).
Metabo est un fabricant allemand d’outillage électroportatif professionnel. Basée à Nürtingen, la société a été fondée dans les années 1920 et tient son nom du terme allemand signifiant « perceuse pour le métal » : Metallbohrdreher. Metabo propose aujourd'hui une gamme d'outils électroportatifs.

## Histoire
En 1923, Albrecht Schnizler conçoit la première perceuse à main dans la boulangerie de ses parents à Nürtingen. La machine est vendue à 50 000 exemplaires sous la désignation « n° 18 » et, un an plus tard, la société Schnizler GmbH est fondée. Julius Closs, propriétaire de l'ancienne brasserie Sonnenbrauerei à Nürtingen, est l'un des fondateurs. La société s’installe dans ses locaux situés dans la rue Church. Walter Rauch devient associé en 1927 et gère la distribution nationale et internationale des machines.
En 1932, la société est rebaptisée Metabowerke Closs, Rauch et Schnizler KG. L'usine a été épargnée durant les années de guerre, mais pendant l'automne 1945, un incendie détruit près de 75 % des installations de fabrication. Les travaux de reconstruction se poursuivent jusqu’en 1948.
La forte croissance de l'entreprise la pousse à se choisir un nouveau siège. En 1953, la construction d'une nouvelle usine dans la zone industrielle de Nürtingen Steinach est donc lancée. Le nouveau bâtiment sera opérationnel en 1969 avec l'achèvement d'un nouveau bâtiment administratif. Le siège social s’y trouve encore aujourd’hui.
Le groupe acquiert Metabo Elektra Beckum en 1999, une société de Meppen en Allemagne du Nord. En 2004, Metabo réorganise ses sites de production avec l’ouverture de l’usine de Shanghai. L'intégration complète d’Elektra Beckum a lieu en 2006. En 2010, l’acquisition de l'usine de Meppen marque la fin du processus de réorganisation des sites de production.

## L’entreprise aujourd’hui
Metabo est un spécialiste des outils électroportatifs destinés aux professionnels de l'industrie métallurgique, de la construction et de la rénovation. L’entreprise est aujourd’hui une société de taille moyenne qui organise ses activités de production dans ses usines de Nürtingen et de Shanghai. 
Metabo c’est aussi 23 filiales et plus de 100 importateurs. Metabo compte 1 800 collaborateurs dans le monde entier. En 2013, la société a généré un chiffre d’affaires de 348 millions d'euros[réf. nécessaire].
Metabo était majoritairement détenue par le fonds de capital-investissement français Checkers Capital jusqu'en novembre 2015, après que les familles fondatrices aient vendu leurs actions en 2012. En novembre 2015, Metabo a été vendu à la société japonaise Hitachi Koki

## Évolution des produits
- 1934 : Metabo no 750, première perceuse à main électrique
- 1957 : Metabo Type 7608, première perceuse à percussion
- 1966 : meuleuse d'angle avec embrayage de sécurité S-automatic
- 1969 : perceuse à percussion avec régulation de vitesse électronique
- 1981 : perceuse à percussion à vitesse constante de 1 000 watts
- 2000 : meuleuse d'angle équipée du Marathon Motor de Metabo[3][source insuffisante]
- 2002 : perceuse-visseuse compacte sans fil « Power Grip »
- 2005 : développement de la technologie de batterie lithium-ion dans la gamme d'outils sans fil
- 2010 : Metabo lance une gamme complète de machines pour le travail de l’acier inoxydable
- 2011 : première perceuse magnétique sans fil
- 2012 : batterie de 4,0 Ah équipée de la technologie ultra-M
- 2013 : batterie de 5,2 Ah, meuleuse à tête plate
- 2014 : nouvelle génération de meuleuses d’angle compactes de 900-1 700 Watts[4][source insuffisante]

La société possède plus de 500 brevets actifs.
Un grand nombre des machines a reçu le prix Red Dot Design Award.
Les produits sont également régulièrement récompensés pour leurs innovations technologiques.
Dernière en date, la meuleuse d’angle WEPBA 17-125 Quick a reçu le prix de l’Innovation lors du salon Préventica qui s’est tenu à Nantes en octobre 2014.

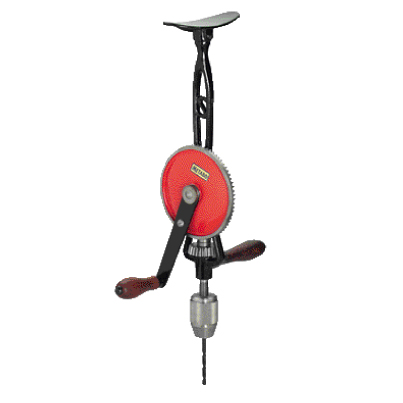
Première perceuse manuelle.
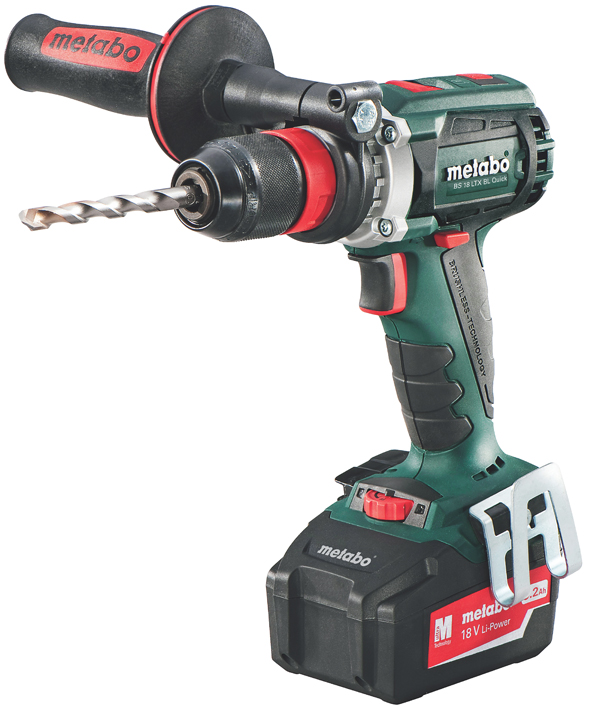
Perceuse-visseuse sans fil Metabo BS 18 LTX BL Quick.
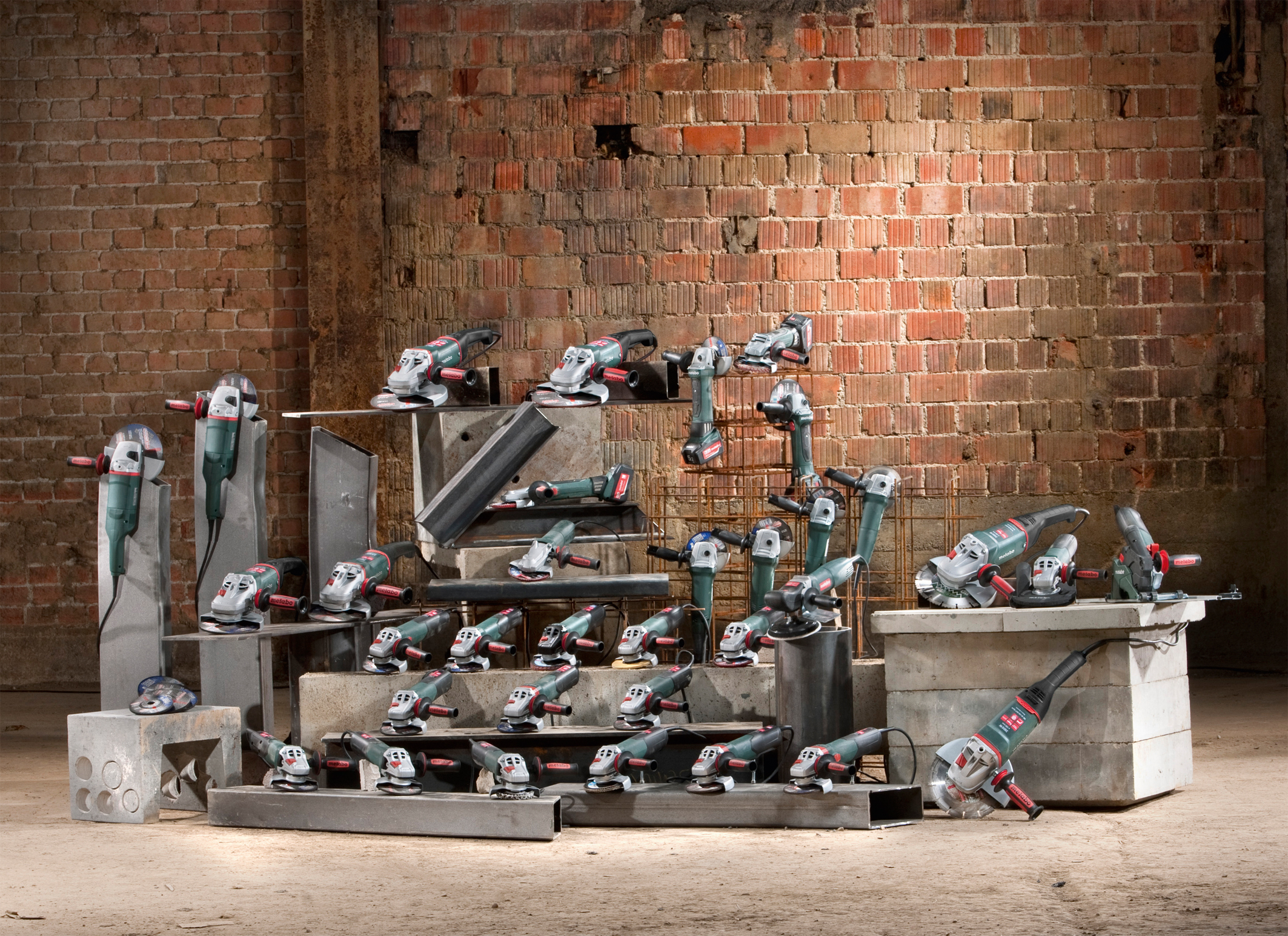
Meuleuses d'angle compactes de 900 à 1 700 Watt.